# LADEE

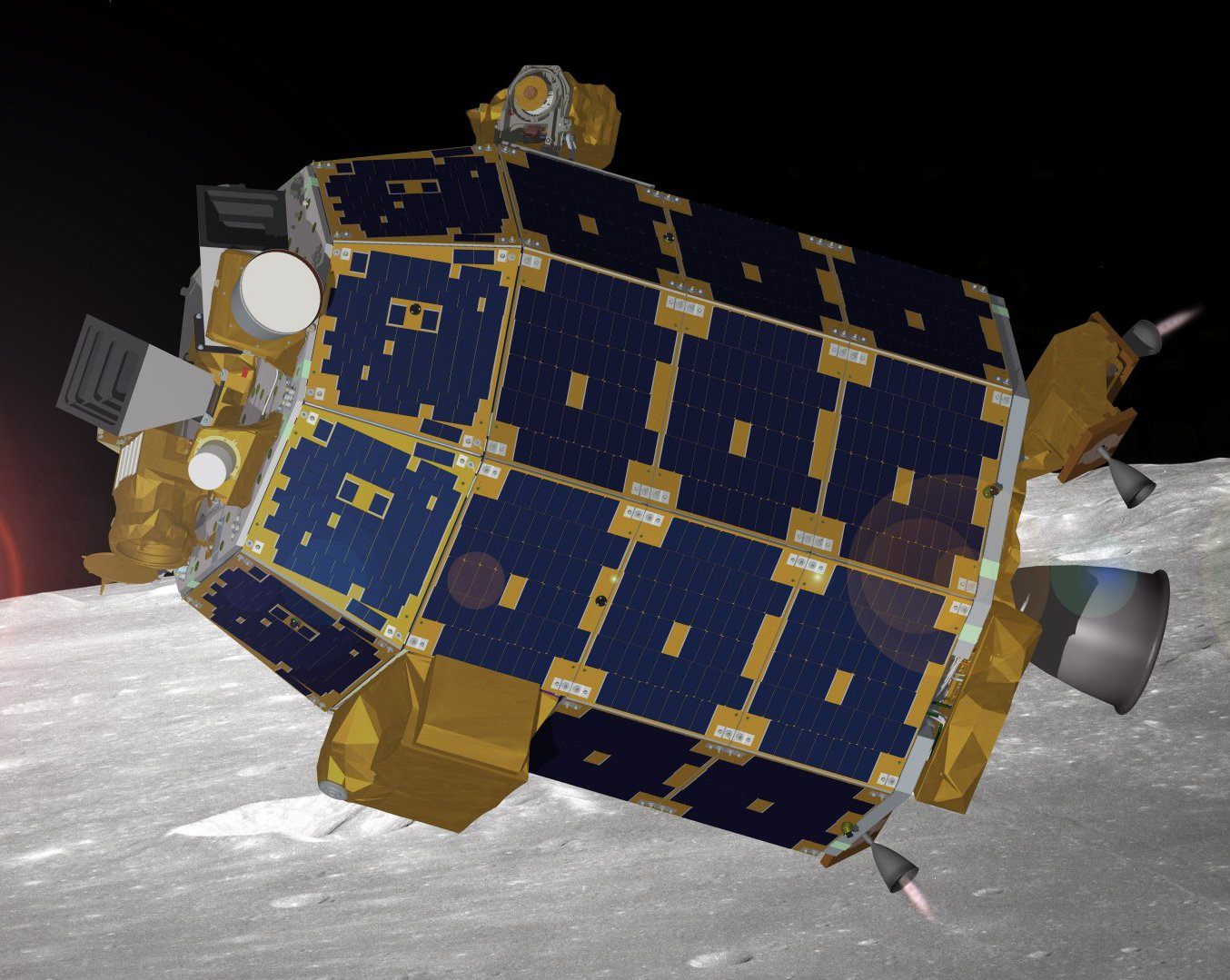

LADEE(래디, Lunar Atmosphere and Dust Environment Explorer)는 세탁기 크기 정도의 미국항공우주국의 달 탐사선이다.
달 탐사선인 LADEE는 2013년 9월에 발사되어 2014년 4월 18일에 추락하게 되었다. 기존에 예상되었던 활동 기간이 100일 이었지만 이 보다 몇 개월은 빨리 활동을 멈추게 되었다. 2014년 10월 31일 (현지 시간), 래디가 달에 충돌하면서 생긴 충돌구가 LRO에 의해 확인되었다. 이 충돌구는 달 서쪽 가장자리의 충돌구 선드맨 인근에 위치하고 지름 약 3M정도의 작은 충돌구가 형성되었다. 래디는 추락속도가 6,116km/h로 소행성보다 느린 속도로 추락했다.